# Блаффв'ю (Вісконсин)
Блаффв'ю (англ. Bluffview) — переписна місцевість (CDP) в США, в окрузі Сок штату Вісконсин. Населення — 536 осіб (2020).

## Географія
Блаффв'ю розташований за координатами 43°21′45″ пн. ш. 89°46′25″ зх. д. / 43.36250° пн. ш. 89.77361° зх. д. (43.362580, -89.773653).  За даними Бюро перепису населення США в 2010 році переписна місцевість мала площу 1,01 км², з яких 1,00 км² — суходіл та 0,01 км² — водойми.

## Демографія
Згідно з переписом 2010 року, у переписній місцевості мешкали 742 особи в 283 домогосподарствах у складі 175 родин. Густота населення становила 738 осіб/км².  Було 324 помешкання (322/км²).
Расовий склад населення:
| - 61,3 % — білих - 1,8 % — корінних американців - 0,8 % — чорних або афроамериканців - 33,2 % — осіб інших рас |

До двох чи більше рас належало 3,0 %. Частка іспаномовних становила 47,3 % від усіх жителів.
За віковим діапазоном населення розподілялося таким чином: 32,9 % — особи молодші 18 років, 60,2 % — особи у віці 18—64 років, 6,9 % — особи у віці 65 років та старші. Медіана віку мешканця становила 29,8 року. На 100 осіб жіночої статі у переписній місцевості припадало 113,8 чоловіків;  на 100 жінок у віці від 18 років та старших — 97,6 чоловіків також старших 18 років.
Середній дохід на одне домашнє господарство  становив 38 657 доларів США (медіана — 27 232), а середній дохід на одну сім'ю — 45 342 долари (медіана — 36 875). За межею бідності перебувало 37,6 % осіб, у тому числі 49,4 % дітей у віці до 18 років та 11,6 % осіб у віці 65 років та старших.
Цивільне працевлаштоване населення становило 229 осіб. Основні галузі зайнятості: виробництво — 28,4 %, освіта, охорона здоров'я та соціальна допомога — 18,3 %, мистецтво, розваги та відпочинок — 13,1 %, роздрібна торгівля — 11,8 %.